# The Rock (Georgia)
The Rock es un lugar designado por el censo ubicado en el condado de Upson en el estado estadounidense de Georgia. En el año 2010 tenía una población de 160 habitantes.

## Geografía
The Rock se encuentra ubicado en las coordenadas 32°57′48″N 84°14′27″O / 32.96333, -84.24083.